# تترا (ماهی)
تترا نام رایج بسیاری از ماهی‌های کوچک آب شیرین است. خاستگاه تتراها آفریقا، آمریکای مرکزی و آمریکای جنوبی و متعلق به خانواده بیولوژیکی کاراسینان و از زیر خانواده‌های سابق آن Alestidae ("تتراهای آفریقایی") و قلم‌ماهیان هستند. کاراسینان با وجود یک باله کوچک چربی بین باله‌های پشتی و دمی از ماهی‌های دیگر متمایز می‌شود. بسیاری از آنها مانند نئون تترا (Paracheirodon innesi)، رنگ روشن دارند و به راحتی در اسارت نگهداری می‌شوند. در نتیجه، آنها برای آکواریای خانگی بسیار محبوب هستند.
تترا یک اصطلاح طبقه‌بندی، فیلوژنتیک نیست بلکه کوتاه شده و مخفف Tetragonopterus(چهارگوش باله‌ها) است، نام تیره ای که قبلاً در مورد بسیاری از این ماهی‌ها به کار می‌رفت، که به معنای «باله مربع» (به معنای واقعی کلمه، چهار طرفه) در زبان یونانی است.
از آنجا که محبوبیت تتراها در بین ماهی‌داران بالاست، بسیاری از ماهی‌های نامربوط معمولاً به عنوان تترا شناخته شده‌است، از جمله گونه از خانواده‌های مختلف. حتی ماهی‌های بسیار متفاوت ممکن است تترا نامیده شوند. به عنوان مثال، زشت‌ماهی (Hydrolycus scomberoides) گاهی به نام «تترای خون‌آشام» نامیده می‌شود.
تتراها به‌طور کلی دارای بدنی فشرده (گاهی عمیق)، دوکی شکل و معمولاً توسط باله‌های خود را شناسایی می‌شوند. آنها معمولاً دارای یک باله دمی هموسرکال (یک باله دو لوب یا چنگال، دم که لوب‌های فوقانی و تحتانی آن دارای اندازه مساوی هستند) و یک باله پشتی بلند دارای اتصال کوتاه به بدن ماهی است. علاوه بر این، تتراها دارای یک باله مقعدی طولانی هستند که از موضعی درست در پشت باله پشتی کشیده شده و به انتهای دانه شکمی انتهایی منتهی می‌شود و یک باله چربی گوشتی کوچک و گوشتی به صورت پشتی بین باله‌های پشتی و دومی قرار دارد. این باله چربی نشان دهنده چهارمین باله جفت نشده ماهی است (چهار باله جفت نشده باله دم، باله پشتی، باله مقعدی و باله چربی است)، این چهار باله ریشه نام تترا است که در زبان یونانی به معنای چهار است. در حالی که این باله چربی به‌طور کلی یک ویژگی متمایز در تتراها در نظر گرفته می‌شود، ولی برخی از تتراها (مانند تتراهای امپراتور، Nematobrycon palmeri) فاقد این ضمیمه هستند. متخصصان در مورد عملکرد این باله چربی اختلاف نظر و بحث دارند و به دلیل کوچک بودن و کمبود شعاع متصل به ستون فقرات، در نقش آن در شنای ماهی شک دارند.
اگر چه لیست زیر بر اساس نام مشترک مرتب شده‌است، اما در تعدادی از موارد، نام عمومی برای گونه‌های مختلف اعمال می‌شود. از آنجا که تجارت آکواریوم ممکن است از نام دیگری برای همان گونه استفاده کند، متخصصان آکواریوم پیشرفته تمایل دارند از نام‌های علمی برای تتراهای کمتر رایج استفاده کنند. البته لیست زیر ناقص است.

## گونه‌ها
Tetra species:
A–D
- تترای آدونیس, Lepidarchus adonis
- African long-finned tetra, Brycinus longipinnis
- تترای ماه آفریقایی, Bathyaethiops caudomaculatus
- Arnold's tetra, Arnoldichthys spilopterus
- banded tetra, Astyanax fasciatus
- bandtail tetra, Moenkhausia dichroura
- barred glass tetra, Phenagoniates macrolepis
- beacon tetra, Hemigrammus ocellifer
- تترای پرچم بلژیک, Hyphessobrycon heterorhabdus
- black darter tetra, Poecilocharax weitzmani
- black morpho tetra, Poecilocharax weitzmani
- تترای بلک نئون, Hyphessobrycon herbertaxelrodi
- تترای فانتوم سیاه،  Hyphessobrycon megalopterus
- تترای سیاه or butterfly tetra, Gymnocorymbus ternetzi
- تترای سیاه،  Gymnocorymbus thayer
- تترای قلم سیاه, Hemigrammus pulcher
- blackband tetra, Hyphessobrycon scholzei
- blackedge tetra, Tyttocharax madeirae
- black-flag tetra, Hyphessobrycon rosaceus
- black-jacket tetra, Moenkhausia takasei
- blackline tetra, Hyphessobrycon scholzei
- تترای قب خونی, Hyphessobrycon erythrostigma
- bleeding heart tetra, Hyphessobrycon socolofi
- blind tetra, Stygichthys typhlops
- تترای باله خونی, Aphyocharax anisitsi
- تترای آبی, Boehlkea fredcochui
- تترای آبی, Mimagoniates microlepis
- blue tetra, Tyttocharax madeirae
- brilliant rummynose tetra, Hemigrammus bleheri
- bucktooth tetra, Exodon paradoxus
- تترای بوینس آیرس, Hyphessobrycon anisitsi
- Callistus tetra, Hyphessobrycon eques
- calypso tetra, Hyphessobrycon axelrodi
- تترای کاردینال, Paracheirodon axelrodi
- تترای کارلانا, Carlana eigenmanni
- Cochu's blue tetra, Knodus borki
- central tetra, Astyanax aeneus
- coffee-bean tetra, Hyphessobrycon takasei
- Colcibolca tetra, Astyanax nasutus
- تترای کونگو, Phenacogrammus interruptus
- copper tetra, Hasemania melanura
- Costello tetra, Hemigrammus hyanuary
- creek tetra, Bryconamericus scleroparius
- creek tetra, Bryconamericus terrabensis
- تترای قوز, Mimagoniates inequalis
- تترای قوز, Mimagoniates lateralis
- dawn tetra, Aphyocharax paraguayensis
- dawn tetra, Hyphessobrycon eos
- diamond tetra, Moenkhausia pittieri
- تترای دیسکس, Brachychalcinus orbicularis
- تترای دیسک, Myleus schomburgkii
- تترای باله اژدها, Pseudocorynopoma doriae

E–Q
- ember tetra, Hyphessobrycon amandae
- emperor tetra, Nematobrycon palmeri
- false black tetra, Gymnocorymbus thayeri
- false neon tetra, Paracheirodon simulans
- false red nose tetra, Petitella georgiae
- false rummynose tetra, Petitella georgiae
- featherfin tetra, Hemigrammus unilineatus
- firehead tetra, Hemigrammus bleheri
- flag tetra, Hyphessobrycon heterorhabdus
- flame tail tetra, Aphyocharax erythrurus
- flame tetra, Hyphessobrycon flammeus
- garnet tetra, Hemigrammus pulcher
- glass tetra, Moenkhausia oligolepis
- glass bloodfin tetra, Prionobrama filigera
- glossy tetra, Moenkhausia oligolepis
- glowlight tetra, Hemigrammus erythrozonus
- gold tetra (aka golden tetra, or brass tetra), Hemigrammus rodwayi
- goldencrown tetra, Aphyocharax alburnus
- goldspotted tetra, Hyphessobrycon griemi
- gold-tailed tetra, Carlastyanax aurocaudatus
- green dwarf tetra, Odontocharacidium aphanes
- green neon tetra, Paracheirodon simulans
- green tetra, Paracheirodon simulans
- Griem's tetra, Hyphessobrycon griemi
- Head & Taillight tetra, Hemigrammus ocellifer
- Hy511 tetra, Hyphessobrycon sp.
- January tetra, Hemigrammus hyanuary
- Jellybean tetra, Lepidarchus adonis
- jewel tetra, Hyphessobrycon eques
- jumping tetra, Hemibrycon tridens
- largespot tetra, Astyanax orthodus
- lemon tetra, Hyphessobrycon pulchripinnis
- longfin tetra, Brycinus longipinnis
- long-finned glass tetra, Xenagoniates bondi
- longjaw tetra, Bramocharax bransfordii
- Loreto tetra, Hyphessobrycon loretoensis
- Mayan tetra, Hyphessobrycon compressus
- ماهی‌کور،  Astyanax mexicanus
- mimic scale-eating tetra, Probolodus heterostomus
- mourning tetra, Brycon pesu
- naked tetra, Gymnocharacinus bergii
- تترای نئون،  Paracheirodon innesi
- Niger tetra , Arnoldichthys spilopterus
- nurse tetra, Brycinus nurse
- oneline tetra, Nannaethiops unitaeniatus
- one-line tetra, Hemigrammus unilineatus
- orangefin tetra, Bryconops affinis
- ornate tetra, Hyphessobrycon bentosi
- Panama tetra, Hyphessobrycon panamensis
- penguin tetra, Thayeria boehlkei
- Peruvian tetra, Hyphessobrycon peruvianus
- تترا سیاه،  Gymnocorymbus ternetzi
- تترا فانتوم سیاه،  Hyphessobrycon megalopterus
- Pittier's tetra, Moenkhausia pittieri
- pretty tetra, Hemigrammus pulcher
- Pristella tetra, Pristella maxillaris
- Pygmy tetra, Odontostilbe dialeptura

R–Z
- rainbow tetra, Nematobrycon lacortei
- rainbow tetra, Nematobrycon palmeri
- red eye tetra, Moenkhausia sanctaefilomenae
- Red Phantom Tetra , Hyphessobrycon sweglesi
- red tetra, Hyphessobrycon flammeus
- redspotted tetra, Copeina guttata
- rosy tetra, Hyphessobrycon bentosi
- rosy tetra , Hyphessobrycon rosaceus
- royal tetra, Inpaichthys kerri
- ruby tetra, Axelrodia riesei
- rummy-nose tetra, Hemigrammus rhodostomus (bleheri)
- sailfin tetra, Crenuchus spilurus
- savage tetra, Hyphessobrycon savagei
- savanna tetra, Hyphessobrycon stegemanni
- semaphore tetra, Pterobrycon myrnae
- serpae tetra, Hyphessobrycon eques
- sharptooth tetra, Micralestes acutidens
- silver tetra, Ctenobrycon spilurus
- silver tetra, Gymnocorymbus thayeri
- silver tetra, Micralestes acutidens
- silvertip tetra, Hasemania melanura
- silvertip tetra, Hasemania nana
- splash tetra, Copella arnoldi
- spotfin tetra, Hyphessobrycon socolofi
- spottail tetra, Moenkhausia dichroura
- spotted tetra, Copella nattereri
- Swegles's tetra, Hyphessobrycon sweglesi
- tailspot tetra, Bryconops caudomaculatus
- tetra von Rio, Hyphessobrycon flammeus
- three-lined African tetra, Neolebias trilineatus
- Tietê tetra , Brycon insignis
- Tortuguero tetra, Hyphessobrycon tortuguerae
- transparent tetra, Charax gibbosus
- true big-scale tetra, Brycinus macrolepidotus
- Uruguay tetra, Cheirodon interruptus
- white spot tetra, Aphyocharax paraguayensis
- ماهی پرتو ایکس،  Pristella maxillaris
- yellow tetra, Hyphessobrycon bifasciatus
- yellow-tailed African tetra, Alestopetersius caudalis